# 176 Ідуна
176 Ідуна (176 Iduna) — астероїд головного поясу, відкритий 14 жовтня 1877 року.
Тіссеранів параметр щодо Юпітера — 3,057.